# Legislativversammlung von Rio Grande do Sul
Die Legislativversammlung von Rio Grand do Sul, amtlich portugiesisch Assembleia Legislativa do Rio Grande do Sul (ALERGS) ist das oberste gesetzgebende Organ des brasilianischen Bundesstaats Rio Grande do Sul.

## Allgemeines
Ihr Sitz befindet sich im am 20. September 1967 bezogenen Palácio Farroupilha in Porto Alegre. Das Einkammerparlament besteht aus 55 nach Verhältniswahlrecht gewählten Abgeordneten, den deputados estaduais, die auf vier Jahre gewählt werden, zuletzt bei den Parlamentswahlen im Rahmen der Wahlen in Brasilien 2018. Sie wird bei der aktuellen 55. Legislaturperiode durch 12 ständige Kommissionen unterstützt.

## Geschichte
Am 28. Februar 1821 wurde die Provinz São Pedro do Rio Grande do Sul im Kaiserreich Brasilien gegründet. Durch einen Verfassungszusatz des Kaiserreichs von 1834 konnten für die Provinzen Provinziallandtage (Assembléias Legislativas Provinciais) gebildet werden. Die erste Legislaturperiode in der Provinz Rio Grande do Sul wurde am 20. April 1835 mit 28 gewählten Abgeordneten eröffnet.
Die Provinz wurde ab dem 15. November 1889 der Bundesstaat Rio Grande do Sul der neu proklamierten Republik Brasilien und eine Assembleia dos Representantes errichtet.
2020 ist sie als Legislative für circa 11,4 Millionen Menschen zuständig.
Der Anteil weiblicher Abgeordnete hat sich in den Jahren 2010 bis 2018 von 8 (14,5 %) auf 10 (18,2 %) erhöht.